# Кубок Німеччини з футболу 1971—1972
Кубок Німеччини з футболу 1971—1972 — 29-й розіграш кубкового футбольного турніру в Німеччині, 20 кубковий турнір на території Федеративної Республіки Німеччина після закінчення Другої світової війни. У кубку взяли участь 32 команди. Переможцем кубка Німеччини вдруге після багаторічної перерви став Шальке 04.

## Регламент
У кожному раунді, крім фіналу, між командами проводились по два матчі. Переможець за сумою двох матчів проходив у наступний раунд.

## Перший раунд
Перші матчі відбулись 4-5 грудня, а матчі-відповіді 14-15 грудня 1971 року.
| Команда 1                           | Заг.           | Команда 2                     | 1-й матч | 2-й матч |
| ----------------------------------- | -------------- | ----------------------------- | -------- | -------- |
| Санкт-Паулі (2)                     | 2:3            | Рот-Вайс (Обергаузен)         | 1:1      | 1:2      |
| Баєр 04 (2)                         | 2:7            | Боруссія (Менхенгладбах)      | 0:3      | 2:4      |
| Альзенборн (2)                      | 0:3            | Фортуна (Дюссельдорф)         | 0:0      | 0:3      |
| Тасманія 1900 (Західний Берлін) (2) | 2:4            | Бохум                         | 2:2      | 0:2      |
| Хайльброн (2)                       | 1:5            | Штутгарт                      | 1:1      | 0:4      |
| Кікерс (Оффенбах) (2)               | 4:1            | Боруссія (Дортмунд)           | 1:1      | 3:0      |
| Шальке 04                           | 5:1            | Герта (Західний Берлін)       | 3:1      | 2:0*     |
| Фрайбургер (2)                      | 3:4            | Гамбург                       | 1:2      | 2:2      |
| Ессенер (2)                         | 1:14           | Кельн                         | 1:9      | 0:5      |
| Вупперталер (2)                     | 4:4 (пен. 3:5) | Кайзерслаутерн                | 2:1      | 2:3 дч   |
| Фортуна (Кельн) (2)                 | 2:7            | Баварія                       | 2:1      | 0:6      |
| Армінія (Білефельд)                 | 2:4            | Дуйсбург                      | 1:1      | 1:3      |
| Бад-Пірмонт (2)                     | 1:10           | Вердер                        | 1:4      | 0:6      |
| Боруссія (Нойнкірхен) (2)           | 2:4            | Айнтрахт (Брауншвейг)         | 2:4      | 0:0      |
| Швайнфурт 05 (2)                    | 2:6            | Айнтрахт (Франкфурт-на-Майні) | 1:0      | 1:6      |
| Гольштайн (Кіль) (2)                | 6:11           | Ганновер 96                   | 5:4      | 1:7      |

* - результат матчу анульований. Герті зарахована технічна поразка 2:0 через участь дискваліфікованого гравця у матчі.

## Другий раунд
Перші матчі відбулись 12 і 14 лютого, а матчі-відповіді 22 лютого 1972 року.
| Команда 1                | Заг. | Команда 2                     | 1-й матч | 2-й матч |
| ------------------------ | ---- | ----------------------------- | -------- | -------- |
| Боруссія (Менхенгладбах) | 6:5  | Айнтрахт (Франкфурт-на-Майні) | 4:2      | 2:3      |
| Ганновер 96              | 4:2  | Бохум                         | 0:0      | 4:2      |
| Вердер                   | 4:3  | Гамбург                       | 4:2      | 0:1      |
| Фортуна (Дюссельдорф)    | 2:3  | Шальке 04                     | 1:1      | 1:2      |
| Штутгарт                 | 5:6  | Кайзерслаутерн                | 4:3      | 1:3      |
| Дуйсбург                 | 2:3  | Рот-Вайс (Обергаузен)         | 2:2      | 0:1      |
| Кікерс (Оффенбах) (2)    | 3:5  | Кельн                         | 3:1      | 0:4      |
| Айнтрахт (Брауншвейг)    | 1:3  | Баварія                       | 0:0      | 1:3 дч   |

## Чвертьфінали
Перші матчі відбулись 1 квітня, а матчі-відповіді 5 і 12 квітня 1972 року.
| Команда 1                | Заг. | Команда 2      | 1-й матч | 2-й матч |
| ------------------------ | ---- | -------------- | -------- | -------- |
| Боруссія (Менхенгладбах) | 2:3  | Шальке 04      | 2:2      | 0:1      |
| Рот-Вайс (Обергаузен)    | 3:6  | Кайзерслаутерн | 3:1      | 0:5 дч   |
| Ганновер 96              | 1:4  | Вердер         | 0:2      | 1:2      |
| Баварія                  | 4:5  | Кельн          | 3:0      | 1:5      |

## Півфінали
Перші матчі відбулись 30 травня, а матчі-відповіді 10 червня 1972 року.
| Команда 1      | Заг.           | Команда 2 | 1-й матч | 2-й матч |
| -------------- | -------------- | --------- | -------- | -------- |
| Кайзерслаутерн | 4:2            | Вердер    | 2:1      | 2:1      |
| Кельн          | 6:6 (пен. 5:6) | Шальке 04 | 4:1      | 2:5 дч   |

## Фінал
| 1 липня 1972 16:00 (CET) |

| Шальке 04                                           | 5:0      | Кайзерслаутерн |
| --------------------------------------------------- | -------- | -------------- |
| Кремерс 13', 82' Шеер 32' Люткебомерт 57' Фішер 66' | Протокол |                |

| Нідерсахсенштадіон, Ганновер Глядачів: 61 000 Арбітр: Гайнц Алдінгер |